# Seiji Koga
Seiji Koga (古賀 誠史 Koga Seiji?), född 7 augusti 1979 i Fukuoka prefektur, är en japansk före detta fotbollsspelare.
Koga började sin karriär 1998 i Yokohama Marinos (Yokohama F. Marinos). Med Yokohama F. Marinos vann han japanska ligacupen 2001. 2002 flyttade han till Avispa Fukuoka. Han spelade 134 ligamatcher för klubben. Efter Avispa Fukuoka spelade han för Vissel Kobe och SC Sagamihara. Han avslutade karriären 2012.